# Сан Паоло ди Чивитате
Сан Па̀оло ди Чивита̀те (на италиански: San Paolo di Civitate) е градче и община в Южна Италия, провинция Фоджа, регион Пулия. Разположен е на 197 m надморска височина. Населението на общината е 5905 души (към 2012 г.).